# Valerie Bloom
Valerie Bloom (née en 1956)  est une poétesse d'origine jamaïcaine et une romancière vivant au Royaume-Uni. Elle est décorée de l'ordre de l'Empire britannique (MBE), pour services rendus à la poésie.     

## Jeunesse
Valerie Bloom naît à Clarendon Parish, en Jamaïque.  Elle s'installe en Angleterre en 1979. Elle suit les cours de l'Université de Kent à Canterbury et obtient un diplôme avec les félicitations puis une maîtrise avec les honneurs. Depuis, elle vit dans le Kent . 
Elle est nommée membre de l'Ordre de l'Empire britannique (MBE), lors de la promotion du nouvel an 2008,.  
Elle publie plusieurs recueils. Le plus récent est Whoop an 'Shout ! En 1983, Bogle-L'Ouverture Press publie son premier recueil Touch Mi, Tell Mi. Il est suivi de Duppy Jamboree (Cambridge University Press, 1992), Let me Touch the Sky, The World is Sweet and Hot like Fire. Elle publie d'autres recueils, dont One River Many Creeks et A Twist in the Tale. Son premier roman se nomme Surprising Joy (2003). Le suivant, The Tribe, est publié par Macmillan Children's Books en 2007.
Elle écrit de la poésie en anglais et en créole jamaïcain jamaïcain pour permettre au public de renouer avec une tradition orale perdue ou négligée,. Elle est publiée dans 500 anthologies dans le monde entier. Nombre de ses performances incluent un « cours intensif » en créole pour familiariser le public avec ce langage. Elle se produit à travers le Royaume-Uni et à l'étranger et elle est invitée dans de nombreux programmes de radio et de télévision. Elle écrit de la poésie pour les enfants et intervient dans des écoles et des collèges,,. En 2005, elle réalise une série de trois émissions consacrées à la poésie jamaïcaine pour la BBC Radio 4 intitulée Island Voices.

## Distinctions
- Ordre de l'Empire britannique à titre civil

## Œuvres
Poésie
- Touchez Mi! Dis-le à Mi!, Bogle-L'Ouverture Press, 1983, édition révisée 1990  (ISBN 978-0904521528)

Pour les enfants, poésie et livres d'images
- Duppy Jamboree, Cambridge University Press, 1992  (ISBN 978-0521409094)
- Ackee, Breadfruit, Callaloo: An Edible Alphabet, illustré par Kim Harley, Bogle-L'Ouverture et Macmillan Caribbean, 1999  (ISBN 978-0333780671)
- Fruits : a Caribbean counting poem, illustré par David Axtell, Macmillan Children's Books, 1997  (ISBN 978-0333653128)
- Let Me Touch The Sky: Selected Poems for Children, Macmillan Children's Books, 2000  (ISBN 978-0333780671)
- When Granny, Livres pour enfants, Macmillan, 2000
- The World Is Sweet: Poems, Bloomsbury Children's Books, 2000  (ISBN 978-0747547501), livre de poche  (ISBN 978-0747551157)
- New Baby, illustré par David Axtell, Macmillan Children's Books, 2001  (ISBN 978-0333766323)
- Hot Like Fire and Other Poems, Bloomsbury Children's Books, 2002  (ISBN 978-0747556473), livre de poche  (ISBN 978-0747599739)
- Whoop an 'Shout: Poems, Macmillan Children's Books, 2003  (ISBN 978-0333998113), livre de poche  (ISBN 978-0330415804)
- Jaws and Claws and Things With Wings: Poems, illustré par Matt Robertson, Harper Collins, 2013  (ISBN 978-0007465392)
- Mighty Mountains, Swirling Seas, illustré par Alessandra Cimatoribus, Harper Collins, 2015  (ISBN 978-0007591268)

Romans
- Surprising Joy, Macmillan Children's Books, 2003, livre de poche  (ISBN 978-0955971129))
- The Tribe, Macmillan Children's Books, 2007  (ISBN 978-1405047821), livre de poche  (ISBN 978-0330456425)

Anthologies (éditées)
- On a Camel to the Moon, and Other Poems About Journeys, Belitha Press [maintenant Chrysalis Books], 2001  (ISBN 978-1841382579)
- One River, Many Creeks: Poems from All Around the World, Macmillan Children's Books, 2003  (ISBN 978-0333961148), livre de poche  (ISBN 978-0330397681)
- A Twist in the Tale: Surprising poems chosen by Valerie Bloom, Macmillan Children's Books, 2005  (ISBN 978-0330398992)

Guides
- On Good Form - Poetry Made Simple, Pommes et serpents, 2005